# Den gode søn
 Ikke at forveksle med filmen instrueret af Joseph Ruben fra 1993, på dansk givet samme navn, se The Good Son (film).
Den gode søn er en dansk kortfilm fra 2001 med instruktion og manuskript af Laurits Munch-Petersen.

## Handling
Jens tager sin afdøde far Otto med på en sidste motorcykeltur gennem København.